# Tschiller: Off Duty
Tschiller: Off Duty (englisch für ‚Außer Dienst‘ oder ‚Dienstfrei‘) ist ein deutscher Actionfilm aus dem Jahr 2016. Er zählt zum Serienuniversum der Fernsehreihe Tatort und knüpft inhaltlich an die Tatort-Episode Fegefeuer an, die im Januar 2016 erstmals ausgestrahlt wurde. In den Hauptrollen sind Til Schweiger und Fahri Yardım in ihren aus dem Tatort bekannten Rollen als Nick Tschiller und Yalcin Gümer zu sehen.
Der Film ist nach Zahn um Zahn (1985) und Zabou (1987) die dritte fürs Kino produzierte Tatort-Episode.

## Handlung
Nachdem der kurdische Kriminelle Firat Astan am Ende des Fernsehfilms Fegefeuer festgenommen wurde, ist er an die türkische Justiz nach Istanbul ausgeliefert worden. In Hamburg hatte er unter anderem die Frau des Polizisten Nick Tschiller ermordet. Tschillers Tochter Lenny macht sich auf den Weg nach Istanbul, um sich für den Tod ihrer Mutter an Astan zu rächen. Astan kann sie überwältigen und Lenny gerät kurz darauf in Gefangenschaft.
Nick Tschiller reist nach Istanbul, um Lenny zurückzuholen. Er spürt Astan auf, der vor seinen Augen getötet wird, kurz nachdem er Tschiller mitteilen konnte, dass Lenny von dem Menschenhändler Süleyman Şeker nach Moskau verkauft wurde. Tschiller wird von der türkischen Polizei wegen der Tötung Astans inhaftiert. Sein Kollege und Freund Yalcin Gümer befreit ihn aus dem Gefängnis und beide nehmen die Verfolgung nach Moskau auf.
In Moskau kommen sie, Astans Hinweis folgend, einem Organhändlerring um den deutschen Arzt Dr. Schmidt, genannt Der Sandmann, auf die Spur, der den aus der Türkei importierten Mädchen Organe entnimmt und diese verkauft. Tschiller und Gümer finden heraus, dass Lenny eine Bombe implantiert wurde, mit der Şeker einen Anschlag auf den Industriellen Alexander Kinskij plant. Sie können Lenny in letzter Sekunde aufspüren, Gümer kann Şeker mithilfe des russischen Kollegen Boris Golidzyn eliminieren und Tschiller die Bombe gerade noch rechtzeitig aus dem Körper seiner Tochter entfernen. Am Ende sieht der Zuschauer, wie die drei Protagonisten am Hamburger Flughafen anlangen.

## Produktion

### Kosten
Gefördert wurde der Film durch die Filmförderungsanstalt (756.000 €), das Medienboard Berlin-Brandenburg (800.000 €) und die Filmförderung Hamburg (200.000 €). Der Norddeutsche Rundfunk co-produzierte den Film und übernahm etwas mehr als ein Fünftel der Produktionskosten.

### Dreharbeiten
Tschiller: Off Duty wurde vom 14. Juli bis zum 15. September 2015 an 41 Drehtagen mit einem Budget von acht Millionen Euro in Hamburg, Berlin, Istanbul und Moskau gedreht.
Die schlechten Drehbedingungen bzgl. Tariflohn und eine unverhältnismäßig schwache Kommunikation und Organisation der ausführenden Filmproduktionsfirma Syrreal Entertainment des Regisseurs Christian Alvart wurden bei Umfragen unter den beteiligten Filmschaffenden für den alljährlich von der Vereinigung der Berufsverbände Film und Fernsehen verliehenen FairFilmAward auf den vorletzten Platz aller in Deutschland produzierten Film- und Fernsehproduktionen gewählt. 31.000 Mitarbeiter waren von den Berufsverbänden aufgerufen, Filmproduktionen und die ausführenden Produktionsfirmen in Hinblick auf Tarifkonformität, Kommunikation und Organisation zu bewerten.

### Musikalische Untermalung
Die erste Szene in der Moskauer Klinik ist mit dem Titellied von Unser Sandmännchen unterlegt, um den Charakter Dr. Schmidt alias Der Sandmann einzuführen.
Des Weiteren ist Nas ne dogonjat, die russischsprachige Version des Liedes Not Gonna Get Us, des Pop-Duos t.A.T.u. zu hören.

## Veröffentlichung
Der Film startete am 4. Februar 2016 in den deutschen Kinos und hatte am 8. Juli 2018 Fernsehpremiere in der Tatort-Reihe in Das Erste.
Die Filmmusik von Martin Todsharow wurde als CD und zum Download veröffentlicht.

## Rezeption

### Kritiken
Vor dem Kinostart wurde der Film nur ausgewählten Pressevertretern gezeigt, weshalb viele Medien auf eine Berichterstattung verzichteten.
Susanne Sturm von der TV Spielfilm bewertete den Film positiv als „große Action für kleines Budget. Wer Nick Tschiller mag, wird Off Duty lieben“.
Kinokino, das Filmmagazin des Bayerischen Fernsehens, urteilte dagegen: „Tschiller: Off Duty ist hirnloser Männerquatsch mit gewaltig Rumms. Gott sei Dank gibt’s Fahri Yardim; der sorgt für ein bisschen Ironie im Film.“ Auch der Filmdienst meinte, dass der Film „als inhaltlich sinnfreier, dank dichter Actionszenen aber durchaus packender Thriller“ konzipiert sei und die „Kraftmeierei“ und die „Selbstjustiz-Haltung“ Tschillers störend seien.
Sophie Albers Ben Chamo vom Stern ist der Ansicht, dass Off Duty „großartiges Old-School-Actionkino, das es so bisher in Deutschland nicht gegeben hat – mit einem zerfurchten Helden, seinem humorbegabten Sidekick, einem wirklich unangenehmen Bösewicht und einer aberwitzigen Geschichte, die alle durch mehrere Länder jagt“ sei.
Angesichts vieler Unwahrscheinlichkeiten und einem Schluss, in welchem der Protagonist ohne chirurgische Ausbildung seiner Tochter ohne Narkose die Bombe aus dem Leib schneidet, flüchtete Peter Praschl im Feuilleton der Welt in die Ironie: „Nur pedantische Trottel bestehen darauf, dass Kunst das Realitätsprinzip akzeptieren soll“.

### Publikumserfolg
Nach rund 117.000 Zuschauern am ersten Wochenende kam der Film Off Duty am zweiten Wochenende auf rund 67.000 Besucher, lag am dritten Wochenende bei rund 25.000 Zuschauern und blieb somit deutlich unter den Erwartungen, auch unter Berücksichtigung der erheblichen Publicity im Vorfeld. Bis Ende März 2016 hat der Film knapp 280.000 Zuschauer erreicht.
Die Fernsehpremiere haben 5,34 Millionen Zuschauer verfolgt, was einem Marktanteil von 18,6 Prozent entspricht. Diese Zahlen sind für Tatort-Erstausstrahlungen vergleichsweise niedrig. Laut Medienberichten gab Schweiger die Schuld hierfür der ARD, die den Film „im Sommerloch“ und parallel zur Fußball-EM platziert habe. Dem hielt jedoch ARD-Unterhaltungskoordinator entgegen, dass die Länge des Films es schwer gemacht habe, einen geeigneten Sendeplatz zu finden. Ein Artikel des Stern merkt darüber hinaus an, dass Schweigers Erklärungsansätze für die niedrigen Zuschauerzahlen (Urlaubszeit und Fußball-EM) fragwürdig seien: Am Sendetag habe kein EM-Spiel stattgefunden, und wenige Tage zuvor habe eine Tatort-Wiederholung im dritten Programm des WDR mehr Zuschauer erreicht als Schweigers TV-Premiere auf dem etablierten Sendeplatz.

### Auszeichnung
Tschiller: Off Duty war 2016 für den Europäischen CIVIS Kinopreis nominiert.

### Andere Nachwirkungen
Der Film wurde in der Ukraine von der Staatlichen Kinoagentur indiziert, da die russischen Agenten positiv dargestellt würden.

## Filmfehler
- Auf der Fahrt in Richtung Russland zieht den Zug eine deutsche Lokomotive der Baureihe 103.